# 第三十九届超级碗
第三十九届超级碗（Super Bowl XXXIX）是美国国家橄榄球联盟2004赛季的总决赛，由美联冠军新英格兰爱国者队对阵国联冠军费城老鹰队。比赛于2005年2月6日在杰克逊维尔的Alltel球场举行。
最终，新英格兰爱国者队以24-21战胜费城老鹰队，第三次夺得超级碗冠军。外接手迪昂·布兰奇获得最有价值球员称号。